# Wang Jianlin
Wang Jianlin, 王健林S, Wáng jiànLínP (Mianyang, 24 ottobre 1954), è un imprenditore cinese.
È il presidente della Dalian Wanda Group, la più grande impresa immobiliare della Cina, e recentemente con l'acquisto della AMC Entertainment Holdings per 2,6 miliardi di dollari il più grande gestore di sale cinema al mondo.
Nel gennaio 2021 è il 20º uomo più ricco al mondo, e tra i più ricchi della Cina, con una ricchezza totale, secondo Forbes, di 15,2 miliardi di dollari.

## Biografia
L'uomo più ricco della Cina ha servito nel Esercito Popolare di Liberazione dal 1970 al 1986, anno in cui si laureò alla Università di Liaoning e cominciò a lavorare nell'ufficio amministrativo del distretto di Xigang con carica di amministratore d'ufficio, nella città di Dalian.
Cominciò la sua carriera nell'edilizia nel 1989 diventando il direttore generale della Xigang Residential Development Company. Nel 1992 divenne manager generale del Gruppo Edile Dalian Wanda, e nell'anno successivo presidente e direttore generale. Dal 2009 ha ricoperto la carica di manager generale e direttore della Jiangnan Water Co, una compagnia del Jiangsu. Nel 2010 ha donato un miliardo di renminbi alla città di Nanchino per finanziare la ricostruzione della torre di porcellana, la più grossa donazione privata mai effettuata in Cina
Il 6 novembre 2013 ha acquistato all'asta un quadro di Pablo Picasso per 28,2 milioni di dollari, una cifra tre volte superiore alla quotazione iniziale.
Attualmente è il presidente della Dalian Wanda Group, la più grande impresa immobiliare della Cina e nel 2012 con l'acquisto della AMC Entertainment Holdings per 2,6 miliardi di dollari è diventato il più grande gestore di sale cinema al mondo. È inoltre membro dell'Associazione Imprenditoriale Cinese, della Associazione Direttori di Imprese Cinesi, della Camera di Commercio Generale Cinese e della Edilizia Cina.
Nel gennaio 2015 tramite Wanda è diventato un socio dell'Atlético Madrid comprando il 20% delle quote per 45 milioni. Nello stesso periodo acquista Infront, società svizzera che gestisce i contenuti sportivi e che ha interessi anche in Italia dove gestisce i diritti tv per la Lega Calcio nonché la gestione marketing e sponsoring di Milan, Lazio, Inter.
Ha un figlio, Wang Sicong nato nel 1988.

### Carriera politica
Wang si iscrisse al Partito Comunista Cinese nel 1976. Ricoprì il ruolo di deputato nel diciassettesimo Congresso del Partito Comunista Cinese. Attualmente ricopre la carica di vicepresidente della All-China Federation Industry and Commerce, ed è stato membro dell'Assemblea Consultativa Politica del Popolo Cinese dal 2008.

## Opere
- The Wanda Way: The managerial philosophy and values of one of China's largest companies, LID Publishing, 2016 ISBN 978-1910649428

## Vita privata
È sposato con Lin Ning (林宁) e ha un figlio, Wang Sicong (王思聪, nato nel 1988), educato al Winchester College e all'University College London nel Regno Unito. Wang Sicong è membro del board di Wanda Group ed è un venture capitalist in Cina attraverso il suo fondo di private equity con sede a Pechino, Prometheus Capital (普思投资).
Wang è un seguace del Buddismo, anche se non considera religioso. A causa degli anni nell'esercito, vive con una disciplina militare. È anche noto per cantare musiche folk del Tibet e della Mongolia. I suoi hobby sono collezionare arte e cantare al karaoke.
Nel dicembre 2015 Wang Jianlin ha comprato il Kensington Palace Gardens, a Londra, per 80 milioni di sterline. Nella casa aveva vissuto in precedenza il miliardario ucraino Len Blavatnik che non aveva voluto ristrutturarla.